# Lianghua
Lianghua (kinesiska: 梁化) är en köping i sydöstra Kina. Den ligger i Huidong härad i staden Huizhou i provinsen Guangdong, omkring 140 kilometer öster om provinshuvudstaden Guangzhou. Antalet invånare är 44 122. Befolkningen består av 21 695 kvinnor och 22 427 män. Barn under 15 år utgör 25,0 %, vuxna 15-64 år 64 %, och äldre över 65 år 9,0 %.